# Settecento d'oro
Settecento d'oro (Die Abenteuer der schönen Dorette) è un film muto del 1921 diretto da Otto Rippert.

## Produzione
Il film fu prodotto dalla Terra-Film.

## Distribuzione
Distribuito dalla Terra-Film, fu presentato a Berlino il 14 settembre 1921.